# Ivalice
Ivalice (イヴァリース, Ivarīsu) est un monde imaginaire, cadre des jeux vidéo Final Fantasy Tactics et Final Fantasy XII, ainsi que de leurs suites (Final Fantasy Tactics Advance et Final Fantasy Tactics Advance 2 ainsi que Final Fantasy XII Revenant Wings). Il a été créé par Yasumi Matsuno en 1995, après son arrivée à Square. Cet univers est exploité dans d'autres jeux dans le cadre du projet Ivalice Alliance.

## Races
Les races suivantes sont présentes en Ivalice : les Aegyl, Baknamus, Garif, Helga, Nu Mou, Occuria, Rebe, Seeq, Urutan-Yensa, Vangaa, Mog, Viéra, Gulia.
- Les Nu Mou ou N'Moh apparaissent dans Final Fantasy Tactics Advance, Final Fantasy Tactics Advance 2 et Final Fantasy XII. On pourrait les apparenter à de grosses belettes. Ils possèdent de grandes oreilles tombantes. Autant les Viéras sont des créatures élégantes et élancées autant les Nu mou sont des êtres lents et courts sur pattes. Ils excellent néanmoins dans la maîtrise de la magie.
- Les Seeq apparaissent dans Final Fantasy XII et Final Fantasy Tactics Advance 2. Ressemblant à des suidés, leur taille est équivalente à celle des Humains. Leurs capacités intellectuelles sont par contre très réduites. Ils parlent la langue des Humes non sans difficulté. Les Seeq sont prédisposés à prendre de l’embonpoint, mais bien que d’apparence peu agile, ils se révèlent être en fait extrêmement rapides. De plus, leurs très hautes capacités en combat font d’eux de redoutables guerriers. Ils forment une tribu de barbares sans foi ni loi. Nombre d’entre eux deviennent mercenaires ou voleurs, avec un attrait tout particulier pour la joaillerie et pour l’or, dont ils aiment orner leur corps. Cependant, tous les Seeqs ne sont pas mauvais.
- Les Vangaas apparaissent dans Final Fantasy Tactics Advance, Final Fantasy Tactics Advance 2 et Final Fantasy XII. Créatures reptiliennes, ils sont caractérisés par leur peau dure et leurs longues oreilles pendantes. Sur le plan de l’intelligence et du mode de vie, ils ne sont pas très différents des Humains. La différence vient de leur longévité, qui est une fois et demi à deux fois plus longue. Les Vangaas ont une bonne ouïe et un bon odorat, ils sont également très habiles. Ils sont en général de mauvais magiciens. Néanmoins, certains la manient très bien et il existe même des magies spécifiques aux Vangaas. La plupart d’entre eux ont un tatouage sur les deux épaules. Ne possédant pas de cordes vocales, ils sont obligés de parler en contractant leur gorge, ce qui leur donne une voix granuleuse et sans ton. Il y a quatre types de Vangaas, qui se distinguent par leur couleur de peau : les Vangaa-Ruga (jaune-marron), les Vangaa-Faas (bronze), les Vangaa-Bista (rouge-brun), et les Vangaa-Sanga (gris cendré ou gris blanc). En japonais, le « V » et le « B » se retranscrivant de la même manière, on se retrouve avec deux orthographes différentes pour désigner cette race : les pays anglophones parlent de « Bangaas », tandis que la traduction française et officielle de Final Fantasy Tactics Advance préfère le terme de « Vangaas ».
- Les Viéras apparaissent dans Final Fantasy XII, Final Fantasy XII Revenant Wings, Final Fantasy Tactics Advance et Final Fantasy Tactics Advance 2. Espèce féminine, leurs différences avec les humains tiennent surtout dans leur teint, allant du brun clair au marron, leurs oreilles semblables à celles des lapins, et leur finesse de corps. Elles vivent recluses dans le village d'Eruyt, caché dans la jungle de Golmore. Leur vie champêtre leur permet d’exceller dans l’usage des armes et de la magie, mais elles n’en sont pas moins très sensibles au myste, la force magique d'Ivalice. Leur mode de reproduction reste un mystère.
- Les Garifs apparaissent dans Final Fantasy XII. Ce sont visiblement un peuple d’humains guerriers, portant un grand masque pour effrayer l’ennemi. Vivant et s’entraînant dans le village de Jahara, les jeunes partent combattre également dans les régions avoisinantes (Plaines d’Ozmone, Mines de Henne, Grottes de Zertina). Les plus âgés, considérés comme sages, restent au village.
- Les Urutan-Yensa apparaissent dans Final Fantasy XII. Race humanoïde de petite taille, toujours vêtus d’une longue cape à capuche de couleur sable, ils peuplent les mers de sable du Jagd Yensa (Ogir-Yensa et Nam-Yensa). Ils sont très doués dans le maniement des armes, de l’arc à l’épée.
- Les Baknamus apparaissent dans Final Fantasy XII. Race humanoïde de petite taille avec deux cornes semblables à celles des béliers, ils préfèrent vivre dans des régions délaissées de toute vie humaine et envahies par le myste (Terres-Mortes de Nabreus, Nécropole de Nabudis). Attaquant par groupes de deux ou trois, ils sont aussi doués dans les attaques magiques que physiques. L’air étant pour eux un poison mortel, ils doivent porter en permanence un masque sur leur visage. Ils ne semblent pas parler le langage commun, ce qui pourrait être dû à leur masque qui les empêcherait de s’exprimer correctement. Les Baknamus étant très pauvres, ils n'hésitent pas à voler quiconque s’aventure sur leur territoire, et vont même parfois jusqu'à tuer les intrus. Ils disposent également d’une artillerie élaborée, se défendant avec des boucliers, épées, et même des fusils. Ils n’hésitent cependant pas à se battre à mains nues, mettant ainsi à profit leur force physique.
- Les Occuria, qui apparaissent dans Final Fantasy XII, sont les êtres les plus puissants du jeu, considérés comme Immortels. Ce sont les créateurs des éons, créatures qui se sont ensuite rebellées contre eux. Ils influencent les événements en Ivalice, notamment par le biais des Nihilithes qui furent offerts en premier lieu aux Garifs, puis au Roi-Dynaste Raithwall. Un Occuria renégat nommé Venat, a rompu avec la philosophie de ses pairs en offrant au Dr Cid le secret des Nihilithes artificiels, offrant ainsi aux habitants d’Ivalice la possibilité d’écrire eux-mêmes leur histoire. Vivant dans un mystérieux endroit situé loin au-dessus de Gilvégane, les Occuria sont d’apparence asexuée. Sous leur forme naturelle, ils ressemblent à des fantômes flottants, vêtus d’armures et d’ornements. Leur visage n’est pas visible, sont seulement visibles leurs yeux brillants, flottant dans une espèce de vide de couleur noire. Les Occuria sont liés aux myste : leur manifestation physique en dégage de grandes quantités. Ils ont aussi la faculté de posséder d’autres êtres vivants, leur conférant ainsi de nouvelles facultés.
- Les Gulias (ou Grias dans la version Française du jeu) apparaissent dans Final Fantasy Tactics Advance 2. C’est une race humanoïde majoritairement féminine, avec des cornes, une queue et des ailes de dragon.

## DansFinal Fantasy XII

### Continent d'Ordalia
Le Royaume de Dalmasca est un petit royaume situé sur la péninsule galtéenne est dirigé par la Maison de Dalmasca depuis près de 700 ans. Sa position de carrefour entre les trois continents lui a permis de prospérer culturellement et économiquement, devenant un haut-lieu du commerce en Ivalice.
- Rabanastre : il s'agit de la capitale de Dalmasca. C'est la ville d'origine de Vaan, Penelo et Ashe. Cette ville cosmopolite est divisée en deux parties : une Haute-ville et une Basse-ville, souterraine.
- Les Plaines de Giza : cette étendue désertique située au sud du royaume a la particularité de changer radicalement selon la saison : les plaines sont inondées et remplies de verdure durant la saison des pluies, alors que durant la saison sèche les rivières sont à sec, et que le sable et la terre sèche dominent.
- Les déserts : Dalmasca compte deux grands déserts de sable, l'un dans la partie occidentale, l'autre dans la partie orientale du royaume, séparés par la rivière Nebra.

Le Jagd Yensa est un territoire neutre, ne dépendant d'aucune juridiction (comme tous les Jagd), situé entre le royaume de Dalmasca et l'Empire de Rozarria.
- La Grande Mer de sable du Yensa : Sur cet immense territoire désertique (composé de la Mer de sable d'Ogir-Yensa et de celle de Nam-Yensa) vivent les Urutan-Yensa, une race d'humanoïdes ayant évolué à partir de crustacés. Les mers de sable comportent en outre d'immenses constructions aujourd'hui abandonnées. À l'ouest de la mer de sable de Nam-Yensa se trouve la Vallée des Morts.
- Les Grottes de Zertina : un immense réseau de grottes situées sous la mer, entre Ordalia et Kerwon. Ces cavernes sont de véritables labyrinthes, reliant différentes parties d'Ivalice (Jagd Yensa, Dalmasca et même Bancour), si bien qu'elles sont devenues le refuge de bandits et de criminels en fuite.

L'Empire de Rozarria se trouve lui aussi sur le continent d'Ordalia, à l'ouest du Jagd Yensa. Cet empire est dirigé par la famille Margrace, dont fait partie l'empereur régnant. Mais Rozarria est avant tout un état militaire, si bien que l'armée impériale possède une grande influence au sein de la politique. Rozarria est en guerre contre Archadia, depuis que les Archadiens ont commencé à envahir les royaumes voisins. L'arrivée au pouvoir de Vayne Solidor a ravivé les tensions entre les deux empires, bien que le fils cadet de l'Empereur d'Archadia, Larsa Solidor, entreprenne de bons rapports avec Al-Cid Margrace.

### Continent de Kerwon
Bancour est une petite région désertique située au nord-ouest de Kerwon.
- Jahara, la Terre des Garifs : ici vivent les Garifs, une race d'humanoïdes principalement composée de guerriers. Préférant vivre à l'écart des autres ethnies d'Ivalice, les Garifs préfèrent les éléments naturels à la technologie humaine. Ils vénèrent les magilithes.
- Les Mines de Henne : à l'instar des Mines de Lhusu, il s'agit aussi d'une mine exploitant les magilithes. L'Empire d'Archadia possède des droits d'exploitation au sein de ces mines.
- La Plaine d'Ozmone : ces plaines verdoyantes situées au nord du continent sont parsemées de vestiges d'anciens vaisseaux volants.

Jagd Difohr est une région principalement composée de forêts et de jungle, se situe au sud et à l'est de Bancour.
- Le Village d'Eruyt : les Viéras vivent en ce lieu mystérieux, caché au fin fond de la forêt, à l'écart des autres ethnies d'Ivalice. Les Viéras y mènent une vie calme et ascétique, à l'écoute des murmures de la forêt. Fran est originaire d'Eruyt
- La Jungle de Golmore : une jungle dense située au sud-est de la région. Afin de continuer à protéger cette jungle toujours épargnée par les hommes, les Viéras y ont mis en place des barrières magiques. Seul un ami des Viéras, possesseur d'une Larme de Lenté, peut y trouver son chemin.
- Gilvégane, la Cité Perdue : cette immense cité, dotée d'un style et d'une architecture très particuliers, était le lieu dans lequel vivaient les Occurias. Enfouie dans un myste très dense, son emplacement est resté caché depuis des temps immémoriaux. Les nombreuses expéditions qui sont parties la trouver se sont égarées dans le Bois des Charmes. En son sein se trouve le Grand Cristal, qui serait à l'origine des nihilithes.

Jagd Ramooda est une région montagneuse et enneigée, située dans la partie orientale de Kerwon.
- Les Gorges de Paramina : elles sont parcourues de chemins abruptes et escarpés menant au sanctuaire de Bur-Omisace. De nombreux pèlerins empruntent ces routes enneigées et dangereuses.
- Le Sanctuaire de Bur-Omisace : il s'agit d'une montagne sacrée, haut-lieu des adeptes du Kiltia, religion pratiquée en Ivalice. En ce lieu vit le Gand Pontife, le chef de la religion de Kiltias.
- Le Temple de Miliam : ce sanctuaire, datant de l'époque de l'Alliance Galtéenne, fut construit par le Grand Pontife de l'époque, en l'honneur d'une ancienne divinité guerrière. Il abrite une relique du Roi-Dynaste.

### Continent de Valendia
Le royaume de Nabradia est un ancien royaume de taille modeste, situé entre Dalmasca et Archadia.
- La Nécropole de Nabudis : Nabudis était autrefois la capitale du royaume de Nabradia. Depuis l'explosion de l'Eclat de la Nuit, l'ancienne capitale est devenue une nécropole emplie de Myste dans laquelle errent de nombreux monstres. La race des Baknamus y a élu domicile : ce sont de petits êtres apparentés au gobelins.
- Les Terres-mortes de Nabreus : située au nord de la Forêt de Salika, et entourant Nabudis, cette zone autrefois habitable est désormais un lieu désolé, infesté de myste et de créatures dangereuses depuis l'explosion de l'Eclat de la Nuit, deux ans auparavant, si bien que désormais les rayons du soleil ne touchent plus la terre.
- Le Col du Mosphore : un passage montagneux séparant Dalmasca de Nabradia. On y trouve de nombreux vestiges datant de l'époque galtéenne.
- La Forêt de Salika : Cette épaisse forêt sépare Nabradia d'Archadia.

L'Empire d'Archadia s'étend sur une vaste région, occupant toute la partie orientale de Valendia.
- La Cité impériale d'Archadès : il s'agit de la capitale de l'Empire. À la manière de Rabanastre, la ville est divisée en plusieurs sections. Les archadiens pratiquent une certaine ségrégation, laissant le pouvoir et les fonctions à une aristocratie, et reléguant les moins bien lotis dans la Vieille Archadès. Cette ville abrite les fonctions impériales comme le Sénat, ainsi que le Laboratoire Draklor, dirigé par le Docteur Cidolfus Demen Bunansa (Cid).
- Port Balfonheim : une ville portuaire située au bord de la mer de Naldoa, habitée principalement par des pirates, parmi lesquels Reddas, qui y assume d'importantes fonctions. Située à l'extrême est d'Archadia, cette ville demeure prospère (pêche, chantiers navals), principalement grâce à sa neutralité ("achetée" à l'empire par le biais de pot-de-vin) qui lui permet de commercer avec les autres régions.
- Les Plateaux de Cérobi : situés entre Port Balfonheim et les Landes de Tsita, ces hautes-terres sont parcourues par de puissants vents. C'est pour cela que des moulins y ont été construits dans le passé, mais le développement technologique et l'utilisation de la magie les ont rendus inutiles, d'où leur état d'abandon.

Purvama est un petit archipel d'îles volantes situé au-dessus de la mer de Naldoa, à mi-chemin entre Port Balfonheim (Valendia) et Bur-Omisace (Kerwon).

### Continent céleste de Dorstonis
- Bhujerba : cette cité-état était à l'origine une colonie minière fondée à l'époque des premiers voyages en vaisseau. Elle doit son développement effréné à la forte présence de magilithes d'excellente qualité. Dirigée depuis les temps de l'Alliance galtéenne par la famille Ondore, Bhujerba préfère rester neutre dans les affaires politiques d'Ivalice.
- Les Mines de Lhusu : ce complexe minier situé au cœur du continent céleste de Dorstonis contient de nombreux magilithes. Ces mines sont aussi réputées pour leurs pierres stellaires (permettant aux vaisseaux de voler) et pour leur mémolithes (des magilithes stockant des sons et des images). Elles sont cependant infestées de monstres.

Jagd Naldoa est une région se située à l'extrême-orient d'Ivalice. Elle se trouve à la fois à la surface et dans l'océan.
- Les Cataractes de Ridorana : ces chutes résultent de la présence d'une cavité au fond de l'océan qui aspire les eaux vers le bas. Autour se trouvent les ruines d'une cité autrefois florissante, tombée aujourd'hui dans l'oubli. De même que la voie des airs est impossible à emprunter, la voie des mers l'est aussi, à cause de la violence des courants marins.